# Reinhard Rack
Reinhard Rack (ur. 7 sierpnia 1945 w Leoben) – austriacki polityk, prawnik, od 1995 do 2009 poseł do Parlamentu Europejskiego.

## Życiorys
Ukończył w 1968 studia prawnicze na Uniwersytecie w Grazu habilitował się w 1976. Uzyskał również uprawnienia tłumacza. Został nauczycielem akademickim, w 1980 obejmując stanowisko profesora prawa konstytucyjnego, administracyjnego i europejskiego. Wykładał jako visiting professor na uczelniach zagranicznych (m.in. w Malezji). Na początku lat 90. był rzecznikiem ds. europejskich w administracji regionalnej Styrii.
Zaangażował się w działalność Austriackiej Partii Ludowej (ÖVP). W latach 1994–1995 i w 1996 zasiadał Rady Narodowej, niższej izbie austriackiego parlamentu. Po akcesie Austrii do Unii Europejskiej został deputowanym do Europarlamentu. Był ponownie wybierany w wyborach powszechnych w 1996, 1999 i 2004. Od 1996 do 1999 pełnił funkcję wiceprzewodniczącego grupy chadeckiej. Zasiadał też w Konwencie Europejskim (2002–2003). Mandat posła do PE sprawował do 2009.